# Liste der Biografien/Helw
Liste der Biografien |
Portal Biografien |
Personensuche
# |
A |
B |
C |
D |
E |
F |
G |
H |
I |
J |
K |
L |
M |
N |
O |
P |
Q |
R |
S |
T |
U |
V |
W |
X |
Y |
Z |
?
 
Ha |
Hd |
He |
Hi |
Hj |
Hk |
Hl |
Hm |
Hn |
Ho |
Hr |
Hs |
Ht |
Hu |
Hv |
Hw |
Hy
 
Hea |
Heb |
Hec |
Hed |
Hee |
Hef |
Heg |
Heh |
Hei |
Hej |
Hek |
Hel |
Hem |
Hen |
Heo |
Hep |
Heq |
Her |
Hes |
Het |
Heu |
Hev |
Hew |
Hex |
Hey |
Hez
 
Hela |
Helb |
Helc |
Held |
Hele |
Helf |
Helg |
Heli |
Helj |
Helk |
Hell |
Helm |
Heln |
Helo |
Help |
Helr |
Hels |
Helt |
Helu |
Helv |
Helw |
Hely |
Helz
Die Liste der Biografien führt alle Personen auf, die in der deutschsprachigen Wikipedia einen Artikel haben. Dieses ist eine Teilliste mit 29 Einträgen von Personen, deren Namen mit den Buchstaben „Helw“ beginnt.

## Helw

### Helwa
- Helwah, Ibrahim al- (* 1972), saudi-arabischer Fußballtorhüter
- Helwani, Ariel (* 1982), kanadischer Mixed-Martial-Arts-Reporter

### Helwe
- Helwerth, Ulrike (* 1955), deutsche Soziologin, Journalistin und Feministin

### Helwi
- Helwic, Ticzce, Dresdner Ratsherr und Bürgermeister
- Helwich, Christian (1666–1740), theologischer Schriftsteller, Stadtarzt in Breslau und Mitglied der Leopoldina
- Helwich, Georg (1588–1632), Domvikar in Mainz, Historiker, Genealoge
- Helwich, Katrin (1976–2021), deutsche Fernsehjournalistin
- Helwig, Alfred (1886–1974), deutscher Feinuhrmacher und Fachautor
- Helwig, Christa, deutsche Filmeditorin der DEFA
- Helwig, Christoph (1581–1617), deutscher Chronologe, Theologe, Historiker und Sprachwissenschaftler
- Helwig, Christoph junior (1679–1714), deutscher Mediziner
- Helwig, Christoph senior (1642–1690), deutscher Mediziner
- Helwig, Georg Andreas (1666–1748), deutscher lutherischer Pfarrer und Botaniker
- Helwig, Gerhard (1924–2000), deutscher Szenenbildner und Filmarchitekt
- Helwig, Hans (1881–1952), deutscher Politiker (NSDAP), MdR, SS-Brigadeführer, KZ-KommandantHans Helwig (1881–1952)

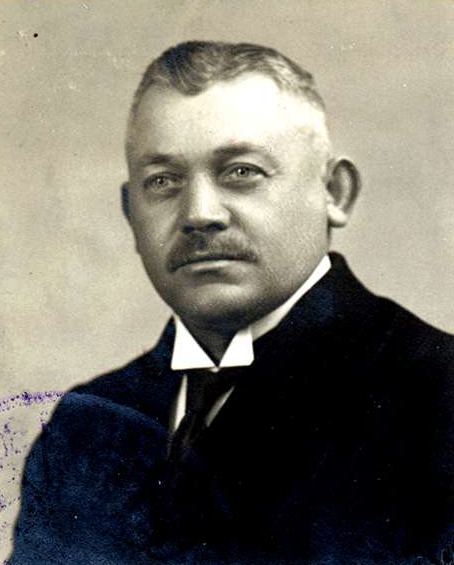
Hans Helwig (1881–1952)

- Helwig, Joachim Andreas (1677–1736), deutscher Hochschullehrer der Rechtswissenschaft
- Helwig, Johann (1609–1674), deutscher Dichter und Arzt
- Helwig, Joseph (1730–1799), österreichischer Archivar und Historiker
- Helwig, Lisa (1898–1992), deutsche Schauspielerin
- Helwig, Martin (1516–1574), deutscher Kartograf und Pädagoge
- Helwig, Michael (1663–1738), deutscher Bildhauer und Holzschnitzer
- Helwig, Paul (1893–1963), deutscher Psychologe, Philosoph und Theaterregisseur
- Helwig, Werner (1905–1985), deutscher Schriftsteller und Wandervogel
- Helwig-Wilson, Hans-Joachim (1931–2009), deutscher Fotojournalist
- Helwing, Barbara, deutsche Vorderasiatische Archäologin
- Helwing, Christian Friedrich (1725–1800), deutscher Buchhändler, Verleger und Bürgermeister
- Helwing, Ernst (1803–1875), deutscher Historiker
- Helwing, Friedrich Wilhelm (1758–1833), lippischer Diplomat und Staatsminister

### Helwy
- Helwys, Thomas († 1616), Mitbegründer der Baptisten und früher Vorkämpfer der Religionsfreiheit